# Caduta della Repubblica di Genova
La caduta della Repubblica di Genova, avvenuta tra il maggio ed il giugno 1797, fu il processo per il quale la Repubblica di Genova, con più di otto secoli di indipendenza e oligarchia aristocratica, si trovò travolta dalla marea rivoluzionaria proveniente dalla Francia e trasformata così nella Repubblica Ligure, con istituzioni ispirate al modello giacobino e assoggettata alla volontà della Prima Repubblica.

## Antefatti generali

Stemma nobiliare della famiglia Brignole e dell'ultimo Doge Giacomo Maria Brignole

Fin dalla riforma del 1528, voluta da Andrea Doria, la Repubblica di Genova fu retta da un’élite patrizia che trasmetteva il potere secondo regole esclusive, mantenutesi pressoché immutate per oltre due secoli. Ciononostante, nel corso del Settecento, questo ordinamento iniziò a mostrare segni di logoramento. La partecipazione alla vita pubblica era riservata a un ristretto numero di famiglie, mentre il merito, il talento e persino la nascita fuori dal cosiddetto “libro d’oro” non bastavano per superare le barriere imposte da lignaggio, ricchezza e relazioni personali. Il malcontento serpeggiava soprattutto tra i cosiddetti nobili poveri, esclusi dalla gestione dello Stato per l’incapacità di sostenere i costi necessari al mantenimento dello status aristocratico. Questa frattura interna all’oligarchia sfociò già nel 1749 in una congiura repressa nel sangue, e continuò a generare tensioni nei decenni successivi.

### Vita politica a Genova
La vita politica genovese era segnata da rivalità familiari accese, spesso mascherate da dispute matrimoniali o ereditarie, che contribuivano a destabilizzare gli equilibri interni. Il rifiuto di un’alleanza tra due casati, o la scelta di favorirne uno a scapito di un altro, poteva innescare faide durature, talvolta considerate tra le cause stesse del crollo del regime. All’interno di questo scenario, anche l’influenza delle donne aristocratiche, protagoniste dei salotti culturali, alimentava contrasti con le esponenti più legate al conservatorismo nobiliare. La nobiltà genovese, devota ai propri privilegi, mostrava scarso interesse per le trasformazioni in atto nel resto d’Europa e guardava con ostilità alla rivoluzione francese, temuta come una minaccia all’ordine sociale esistente. L’apparato giudiziario, corrotto e inefficiente, contribuiva a un clima generale d’impunità.

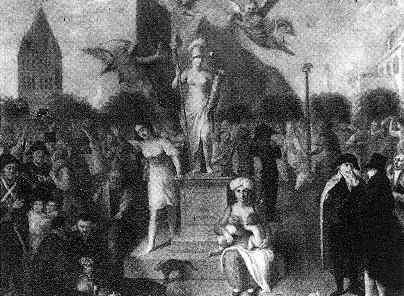
Felice Guascone, Allegoria della Libertà, una sintesi della rivoluzione giacobina

### Le problematiche estere
Sul piano internazionale, la Repubblica si trovava in una posizione sempre più fragile. Priva di un esercito moderno e impegnata a mantenere una neutralità disarmata, Genova si rivelò vulnerabile alle pressioni delle grandi potenze. La Francia, che già aveva utilizzato la città come base per reprimere la rivolta corsa, ne approfittò per esercitare una crescente influenza, presentandosi come garante di libertà e modernità politica, ma agendo tramite una combinazione di diplomazia e forza militare. I consoli francesi a Genova, tra cui Tilly, Villars e soprattutto Faypoult, ebbero un ruolo decisivo nell’indebolimento dell’oligarchia locale, collaborando con intellettuali e patrizi riformisti per promuovere un cambio di regime. Circoli giacobini e figure come Giancarlo, Girolamo e Giambattista Serra si mossero apertamente per una trasformazione in senso rivoluzionario, in stretto contatto con rappresentanti francesi e agenti come Saliceti. Anche esponenti della borghesia, tra cui medici, notai e professori, parteciparono attivamente alla diffusione di idee nuove attraverso reti di propaganda e contatti politici.

### Il clero
In questo contesto di tensioni e trasformazioni, anche il clero genovese assunse una posizione ambigua. Pur parte dell’ordine tradizionale, non disponeva di un potere economico o politico paragonabile a quello di altre realtà europee, il che lo rese più cauto e flessibile. Molti religiosi evitarono l’opposizione frontale alle nuove idee, preferendo una linea di discreta conservazione per tutelare il culto e la stabilità. La cultura cittadina, fortemente polarizzata tra fede cattolica e filosofia illuminista, contribuiva a mantenere una linea prudente da parte del clero, consapevole che ogni attacco diretto alla religione avrebbe potuto innescare gravi tensioni sociali. L’equilibrio tra tradizione e cambiamento si rivelava sempre più precario.

## La caduta della Repubblica
l Re di Sardegna, Vittorio Amedeo III, preoccupato per la diffusione delle idee rivoluzionarie francesi e per l’instabilità crescente in Europa, propose un'alleanza tra gli Stati italiani volta a contenere l’ondata sovversiva che minacciava l’ordine costituito. Alla proposta tuttavia non aderirono le due antiche Repubbliche marinare, Genova e Venezia, che dichiararono di voler mantenere la neutralità. Dietro questa posizione ufficiale si celava la paura: la nobiltà dominante in entrambe le città temeva apertamente le armate francesi e le conseguenze che l’affermazione dei principi repubblicani avrebbe potuto generare nei propri domini.

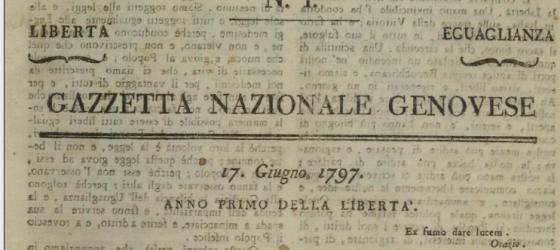
La Gazzetta Nazionale Genovese, pubblicata poco dopo la caduta della Superba

Nel frattempo, l’Inghilterra, alleata del Re sardo e dell’Imperatore d’Austria contro la Repubblica francese, decise di inviare una flotta nel Mar Mediterraneo. L’obiettivo era duplice: proteggere la riviera di Ponente da una possibile invasione francese e, al contempo, persuadere la Superba ad abbandonare la sua neutralità e ad aderire alla coalizione antifrancese. A violare l’equilibrio precario di questa situazione fu un episodio avvenuto nel porto di Genova: due navi da guerra inglesi vi fecero ingresso e affondarono la fregata francese La Modeste, ancorata in rada. Il fatto suscitò immediata protesta da parte del governo di Parigi, che pretese un risarcimento di quattro milioni di lire dalla Repubblica genovese. Il governo accettò con riluttanza, sotto la pressione delle potenze coinvolte e per timore di rappresaglie francesi.

### L'arrivo di Napoleone e le rivolte intestine
Con la resa del Regno di Sardegna e l’ingresso delle truppe napoleoniche in Italia, la Repubblica aristocratica di Zena si trovò in una posizione sempre più fragile. Il malcontento popolare crebbe, alimentato dalle nuove idee e dalla miseria diffusa. Il 22 maggio 1797 scoppiò una vera insurrezione nella capitale: una rivolta armata guidata dal farmacista Felice Morando, da Filippino Doria e da un certo Vitaliani, napoletano, costrinse il governo a riformare le istituzioni in senso repubblicano e ad accettare i principi ispirati alla Costituzione francese. Mentre le proposte venivano discusse e faticosamente approvate da un Senato sempre più debole, la nobiltà reagì: sobillò i ceti più conservatori e scatenò una violenta controrivoluzione. Al grido di “Viva Maria, morte ai Giacobini!”, folle armate irruppero in città provocando scontri sanguinosi con i rivoluzionari, in una serie di tumulti caotici che per giorni paralizzarono la vita pubblica.

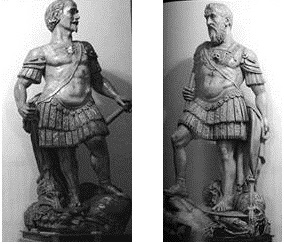
Le statue di Andrea e Giannandrea Doria, come dovevano apparire prima della loro distruzione.

Nel mentre, Napoleone proseguiva la sua marcia vittoriosa verso Genova. La pressione francese crebbe fino a costringere il Senato a inviare tre deputati a trattare direttamente con il generale: Michelangelo Cambiaso, Luigi Carbonara e Gerolamo Serra. L’incontro avvenne a Montebello. Qui, il 5 giugno 1797, fu stipulato l’accordo per la trasformazione del governo: venne proclamata la sovranità del popolo, in linea con i principi rivoluzionari, e si stabilì che il potere legislativo venisse affidato a due consigli rappresentativi, uno di 300 membri e l’altro di 150, mentre l’esecutivo sarebbe stato gestito da un Senato di 12 eletti dai medesimi consigli, presieduto dal Doge, che tuttavia perdeva gran parte dei suoi antichi privilegi. Fu inoltre istituito un governo provvisorio di 22 membri.

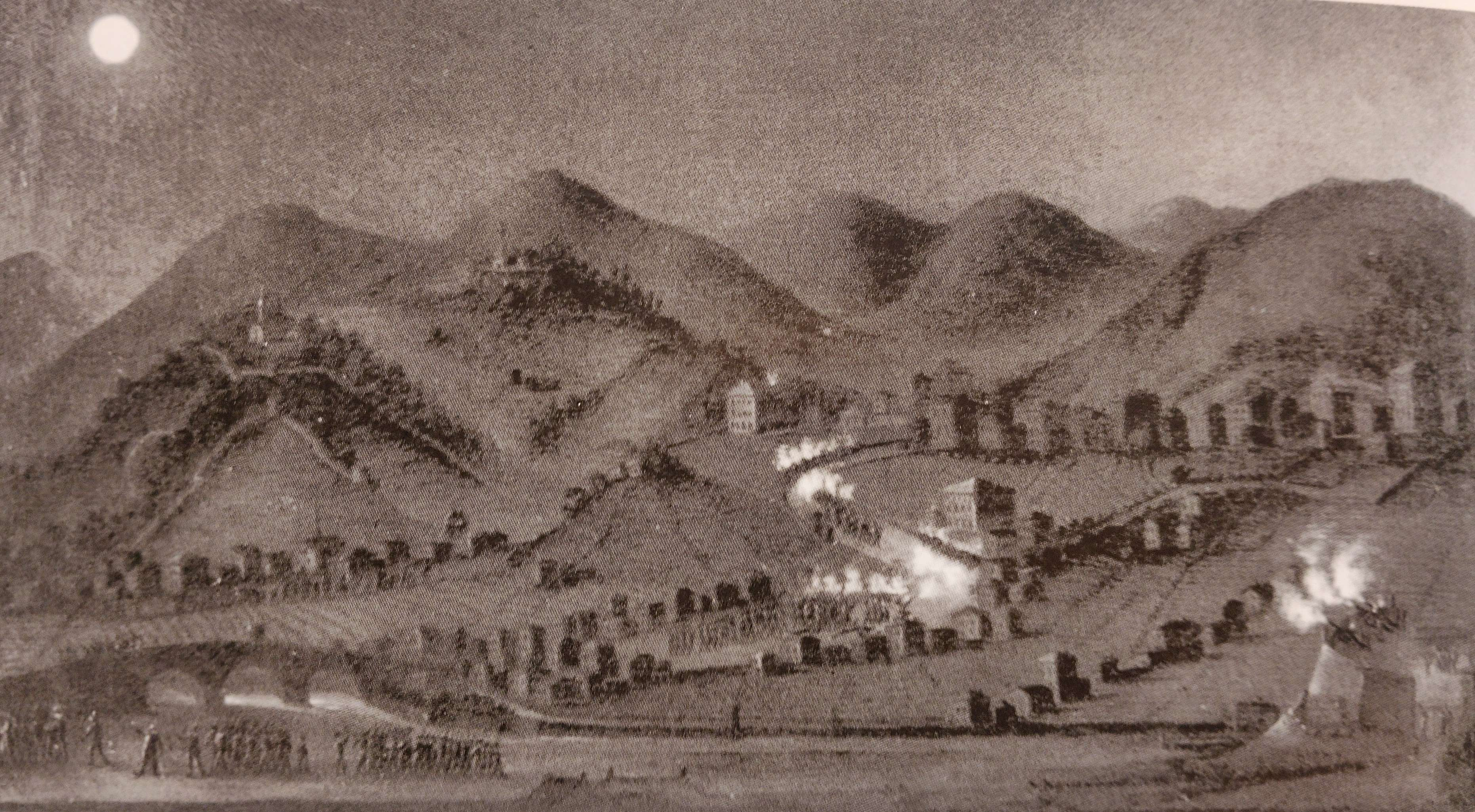
La rivolta del 5 settembre 1797, nella Valle del Bisagno

Il 14 giugno 1797, questo governo fu reso ufficiale. Lo stesso giorno, il Doge in carica, Giacomo Maria Brignole di Francesco, fu confermato da Bonaparte e mantenuto al vertice della nuova Repubblica, anche se con poteri ridotti. La popolazione della città accolse il cambiamento con manifestazioni pubbliche: furono accesi fuochi, bruciate le insegne dogali, l’urna del seminario, la portantina del Doge e, simbolicamente, il Libro d’Oro della nobiltà, che raccoglieva i nomi delle famiglie patrizie. Vennero inoltre demolite le statue monumentali di Andrea e Giannandrea Doria, considerate emblemi del potere aristocratico.
Nella stessa giornata, fu proclamata una nuova Costituzione, modellata su quella francese. Tuttavia, il nuovo ordine non fu accolto ovunque con favore. Diverse sollevazioni scoppiarono nell'entroterra: il 5 settembre 1797 nella Valle del Bisagno e, successivamente, in ottobre, nella zona del Polcevera. Le tensioni continuarono per mesi.
Infine, il 2 dicembre 1797, il generale Jean Lannes fece ufficialmente ingresso a Genova e rese pubblica la nuova costituzione, sancendo definitivamente la fine della Repubblica aristocratica. Al suo posto nacque la Repubblica Ligure, sotto l’influenza diretta del governo francese.